# Лемовики
Лемовики и Лемовисы  (фр. Lémovices) — это центрально-европейское племя галлов, проживавшее на территории нынешней Франции, в провинциях Лимузен и Пуату в 700—400-х годах до н. э.
Изначально их столицей был город Вильжубер, который располагался на территории нынешней коммуны Сен-Дени-де-Мюр департамента Верхняя Вьенна. Лемовисы были известны добычей золота, которая производилась в многочисленных открытых шахтах. После завоевания этих земель в 52 году до н. э. римляне перенесли места расположения городов: в частности, столицей стал город Аугусторитум, нынешний Лимож. Это было сделано для облегчения передвижения товаров, а также для более удобного контроля за местным населением со стороны завоевателей.